# Collarino ecclesiastico

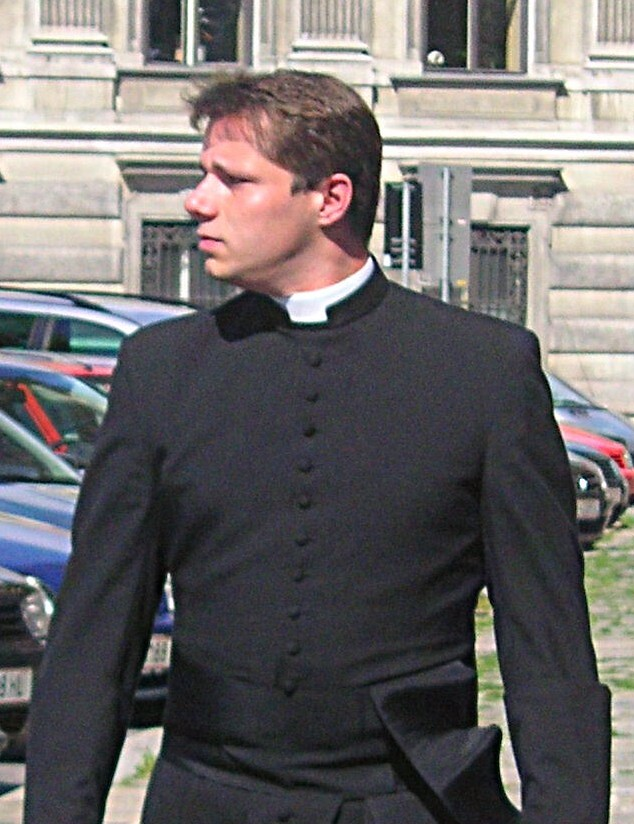
Esempio di collarino ecclesiastico

Il collarino ecclesiastico, chiamato talvolta colletto ecclesiastico o semplicemente colletto, è una parte dell'abito talare della Chiesa cattolica e di alcune confessioni cristiane. 

## Caratteristiche

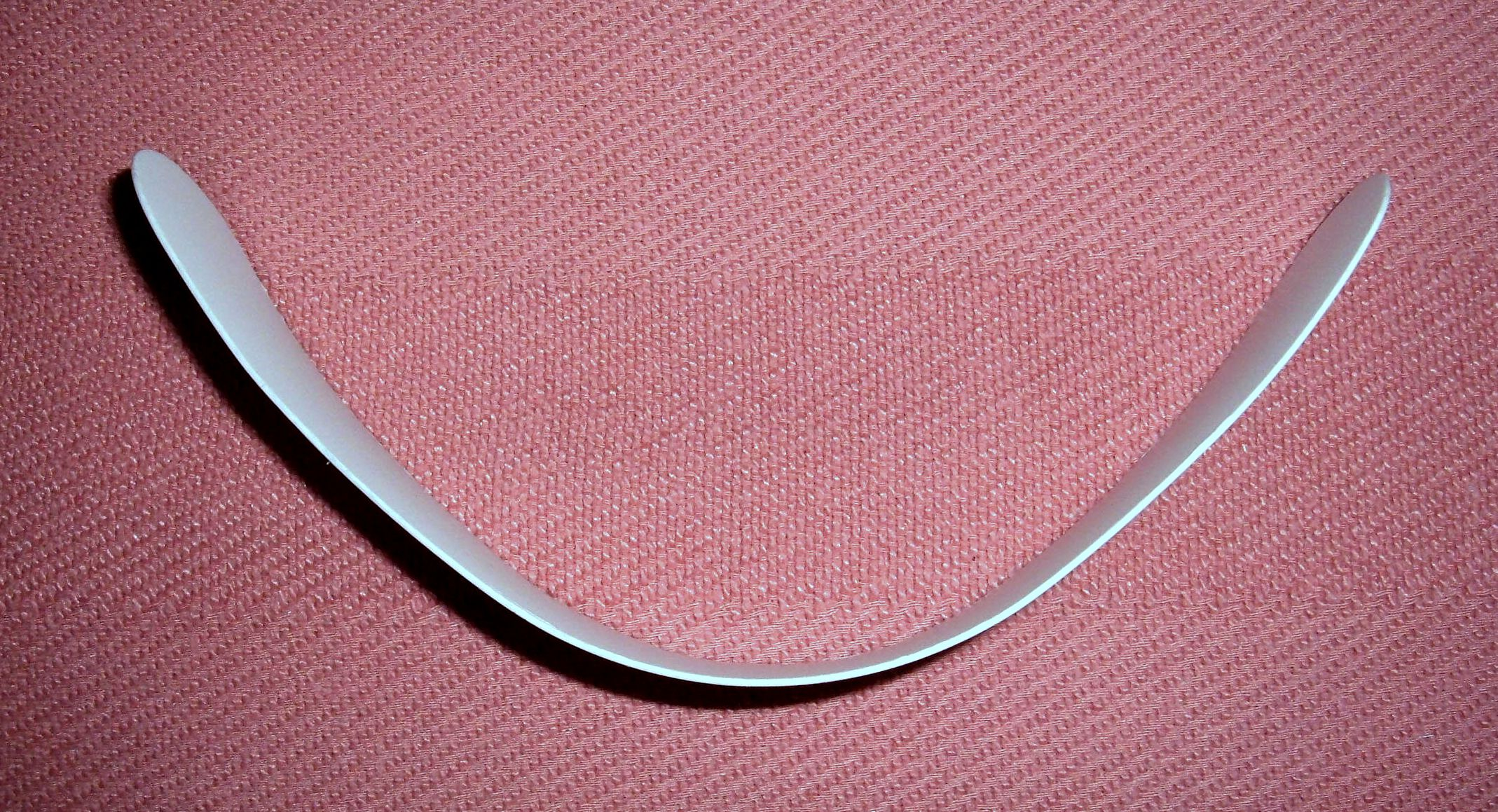
Un collarino ecclesiastico in plastica

Di solito è di colore bianco e si pone al collo abbottonandolo alla veste, presentando un fronte a vista. Va di norma portato chiuso. Originariamente in cotone, lino o tela cerata, oggi viene per la maggior parte dei casi realizzato in plastica, risultando più rigido e resistente. In particolare nell'ambito della Chiesa cattolica è utilizzata anche la variante del collarino parziale, posto sotto il colletto della camicia o della veste e di cui risulta visibile quindi solo un piccolo quadratino bianco sotto la gola.

## Storia
Il collarino ecclesiastico può considerarsi un'invenzione relativamente recente, poiché compare in modo sistematico nel XIX secolo, anche se alcuni esperimenti erano già in auge a partire dal XVIII secolo. Il suo uso era già allora vietato ai laici. Nella chiesa anglicana il suo uso si estese regolarmente a partire dal 1894 grazie all'introduzione che ne fece il reverendo Donald McLeod. Da sempre lo scopo del collarino ecclesiastico è di distinguere e rendere immediatamente identificabile un sacerdote dal resto della popolazione.